# Uri Caine
Uri Caine (* 8. června 1956 Filadelfie, Pensylvánie, USA) je americký klavírista a hudební skladatel. Na klavír začal hrát ve svých sedmi letech a ve dvanácti začal chodit na lekce k Bernardu Peifferovi. Profesionálním hudebníkem se stal počátkem osmdesátých let. Spolupracoval například s hudebníky, jako jsou Dave Douglas, Paolo Fresu nebo Pat Martino. V roce 2006 nahrál album Moloch: Book of Angels Volume 6 složené ze skladeb Johna Zorna. V roce 2009 byl za album The Othello Syndrome nominován na cenu Grammy, kterou však nezískal.